# Pazouetfom
Pazouetfom, également orthographié Pazoetfom, est une commune rurale située dans le département de Saponé de la province du Bazèga dans la région du Centre-Sud au Burkina Faso.

## Géographie
Le village de Pazouetfom est situé à une dizaine de kilomètres au sud du chef-lieu Saponé et à 3 km au nord-est de Targho.

## Santé et éducation
Le centre de soins le plus proche de Pazouetfom est le centre médical de Targho. Le village accueille un centre d'alphabétisation et de formation.